# Алтенготерн
Алтенготерн (њем. Altengottern) општина је у њемачкој савезној држави Тирингија. Једно је од 47 општинских средишта округа Унструт-Хајних. Према процјени из 2010. у општини је живјело 1.117 становника. Посједује регионалну шифру (AGS) 16064001.

## Географија
Алтенготерн се налази у савезној држави Тирингија у округу Унструт-Хајних. Општина се налази на надморској висини од 175 метара. Површина општине износи 18,2 km².

## Становништво
У самом мјесту је, према процјени из 2010. године, живјело 1.117 становника. Просјечна густина становништва износи 61 становника/km².

## Међународна сарадња
| Мјесто     | Држава   | Врста сарадње | Од    |
| ---------- | -------- | ------------- | ----- |
| Фертеракош | Мађарска | партнерство   | 1993. |
| Извор      |          |               |       |